# Hosle

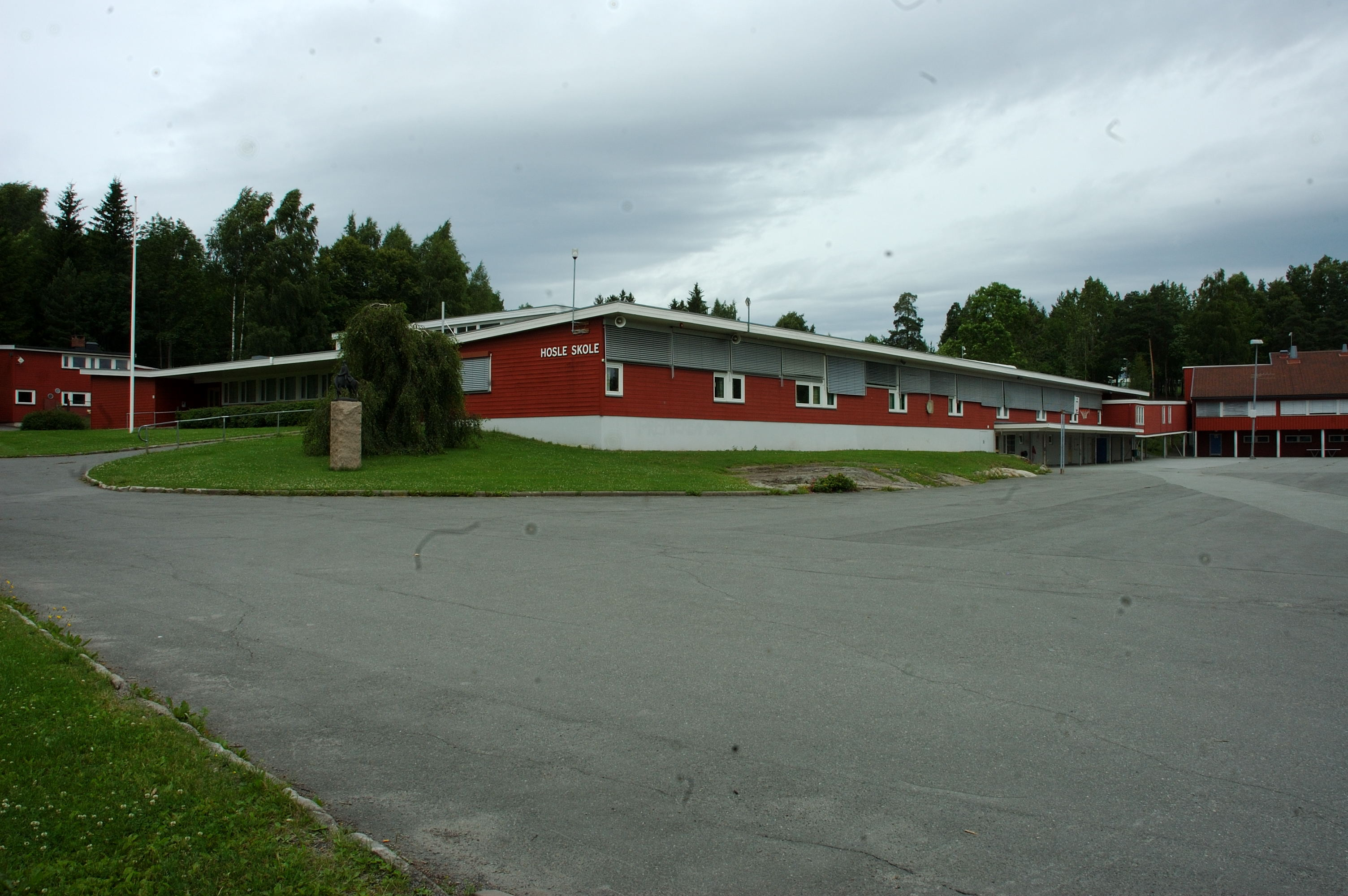
Hosle barneskole.

Hosle är ett område i östra delen av Bærums kommun, Akershus fylke i Norge, med 7 650 invånare (1 januari 2005). Hosle har två skolor, Hosle barneskole och Hosletoppen ungdomsskole. Båda har ca 500 elever. Hosle har också några butiker och ett idrottslag, Hosle IL, med bra sportfaciliteter. Hosle har fostrat flera kända idrottare, bl.a. Karoline Dyhre Breivang (världsmästare i handboll), Bjørn Einar Romøren (världsrekordhållare i backhoppning) och Simen Østensen (medaljör i Tour de ski, längdskidåkning). Dessutom kommer rapparna Erik og Kriss från Hosle.
Orten är känd för sin fina idrottskultur. Hosle Idrettslags idrottsanläggningen består av en grusbana, en gräsbana och en konstgräsbana. Gräsbanan, som har fått namnet Hosle Match, har tidigare använts av det norske landslaget i fotboll till träninger vid flera tillfällen.